# Goon Moon
Goon Moon est un groupe de rock alternatif américain. Il est formé en 2005 par Chris Goss et Jeordie White.

## Biographie
Chris Goss est essentiellement connu pour son travail de production. Mais il est aussi le leader du groupe de rock alternatif Masters of Reality. Jeordie White s'est fait connaître sous le nom de Twiggy Ramirez au sein de Marilyn Manson qu'il quitte en 2002. Il rejoint ensuite A Perfect Circle.
En 2005, ils décident de s'associer et recrutent le batteur Zach Hill pour former Goon Moon. Ils publient un premier EP de rock expérimental, intitulé I Got a Brand New Egg Layin' Machine, qu'ils enregistrent au Rancho De La Luna, studio où s'enregistrent également les Desert Sessions de Josh Homme. Goon Moon avait déjà prévu une tournée en soutien à I Got a Brand New Egg Layin' Machine, mais avec Ramirez qui doit remplir ses obligations avec Nine Inch Nails pour 2005, le groupe se met en pause.
En 2007, ils publient leur premier album studio, Licker's Last Leg, enregistré avec l'aide de Zach Hill, Josh Homme, Josh Freese et quelques autres amis. Il est positivement accueilli par l'ensemble de la presse spécialisée,,,.

## Discographie
- 2005 : I Got a Brand New Egg Layin' Machine (Suicide Squeeze Records)
- 2007 : Licker's Last Leg (Ipecac Recordings)